# مقبرة جبه جي عصري
مقبرة جبه جي عصري (بالتركية: Cebeci Asri Mezarlığı) هي إحدى مقابر مدينة أنقرة، تقع في ناحية «جبه جي» (بالتركية: Cebeci) من المدينة المذكورة، وهي أولى المقابر الحديثة فيها، إذ أُنشئت سنة 1935 بُعيد اعتماد أنقرة عاصمة للجُمهُوريَّة التُركيَّة الوليدة، وهي المثوى الأخير لِلعديد من أعلام تُركيَّا المُعاصرين.
اعتبارًا من سنة 2005، بلغ عدد القُبُور في هذه الجبَّانة 220,000 قبر، منها 121,000 قبر لِلرجال و99,000 قبر لِلنساء، ويُقدَّر أنَّ شخصين يُدفنان فيها كُلَّ يوم. تُدير المقبرة بلديَّة أنقرة، وهي ثاني أكبر مقابر المدينة بعد مقبرة «قرشياقة» (بالتركية: Karşıyaka Mezarlığı).
سنة 2000، أوجدت بلديَّة أنقرة نظامًا معلوماتيًّا يُتيحُ لِلزُوَّار تحديد موضع قبر أحد المُتوفين ضمن المقابر الثلاثة الرئيسيَّة في المدينة. فأدرجت طرفيَّات حاسوبيَّة في أكشاكٍ تفاعُليَّةٍ وضعتها على مداخل المقابر، الأمر الذي سمح لِأهالي المُتوفين أن يُحددوا موضع قُبُور أقاربهم عبر أقرب درب.

## اتجاه الدفن
يدفن المسلمون في المقبرة باتجاه الجنوب الشرقي باتجاه مكة وفقًا للشريعة الإسلامية. بينما يدفن أعضاء الجماعات الدينية الأخرى، مثل اليهود والمسيحيين ، في مقبرة جبة جي عصري باتجاه شمالي وجنوبي.
اكتشف أحدهم أن حوالي عشرة آلاف مسلم دفنوا في محاذاة غير صحيحة بين الشمال والجنوب. أعلن مدير المقابر في أنقرة أن الخطأ وقع قبل خمسة عشر عامًا، ولم يعد بالإمكان تصحيحه.  وقد دعمت رئاسة الشؤون الدينية التركية ، أعلى مؤسسة إسلامية في البلاد، ابقاء وضعية هذه القبور. وقضت بأن تصحيح اتجاه القبور سيكون عدم احترام للموتى، وبالتالي غير ضروري.

## مدفونون ملحوظون
- محمد أمين رسول زاده، الأب المؤسس لجمهورية أذربيجان الديمقراطية
- عبد الخالق ريندا (1881–1957)، سياسي
- بحرية أوجوك (1919–1990)، صحفية مُغتالة
- أوغوزخان أصيل ترك (1935-2021)، سياسي اسلامي من حزب السعادة.